# Escale au Grand Rex
Albums de Bernard Lavilliers
Carnets de bord
(2004) Samedi soir à Beyrouth
(2008)
Escale au Grand Rex est un album live de Bernard Lavilliers enregistré au Grand Rex et sorti en 2005.

## Liste des titres
Disque 1
1. Voyageur
2. L'été
3. Elle chante (avec Cesária Évora)
4. Noir et blanc
5. La mort du Che
6. Troisièmes couteaux
7. Traffic
8. On The Road Again
9. Betty
10. O gringo

Disque 2
1. Pigalle la blanche
2. Question de peau (avec Tiken Jah Fakoly)
3. Tonton d'America (avec Magyd Cherfi et Tiken Jah Fakoly)
4. État des lieux
5. La Peur
6. Chanson dada
7. Les Mains d'or (avec Balbino Medellin)
8. La Salsa
9. Le Bal
10. Marin (avec les Femmouzes T.)
11. Stand The Ghetto
12. Attention fragile

## Crédits
- Claviers et accordéon: Xavier Tribolet
- Guitares: Vincent Faucher
- Basse et contrebasse: Thierry Fanfant
- Batterie: Gil Gimenez
- Percussions: David Donatien
- Chœurs: Xavier Tribolet, Vincent Faucher, Thierry Fanfant, Gil Gimenez et David Donatien